# Fredrich Westerberg
Fredrich Westerberg, född 1708, död 23 december 1751 i Sankt Nikolai församling, Stockholm, var en svensk borgmästare och riksdagsman.

## Biografi
Westerberg blev borgmästare 1741 i Skänninge stad. Han var riksdagsledamot för borgarståndet vid riksdagen 1746–1747 och riksdagen 1751–1752. Westerberg avled 1751 under riksdagen 1751–1752 i Sankt Nikolai församling, Stockholm.